# Euloge Ahodikpe
 (janvier 2016).
Si vous disposez d'ouvrages ou d'articles de référence ou si vous connaissez des sites web de qualité traitant du thème abordé ici, merci de compléter l'article en donnant les références utiles à sa vérifiabilité et en les liant à la section « Notes et références ».
Euloge Ahodikpe (né le 1er mai 1983 à Paris en France) est un footballeur international togolais, qui évolue au poste de milieu offensif.
Mais grâce à sa polyvalence, il peut jouer milieu défensif, milieu relayeur et même attaquant mais son poste de prédilection est cependant milieu offensif. C'est un joueur rapide, vif, puissant et redoutable dans les duels, qui possède également une lourde frappe de balle.
Il joue actuellement avec le club de Claye Souilly Football ( Seine et marne).

## Biographie
En août 1997, Euloge Ahodikpe intègre tout d'abord le centre de formation du Lille OSC pour la saison 1997-1998, puis début 2000 il rejoint l'US Créteil afin de jouer pour les U17 où il inscrit la bagatelle de 42 buts toutes compétitions confondues un record pour le Club Val de marnais, et intègre la réserve qui évolue en CFA 2. 
En mars 2004, Ahodikpe qui est devenu un cadre de la CFA 2 est régulièrement retenu dans le groupe pro de Jean-Michel Cavalli l'entraîneur de l'USC. Il participe ainsi à neuf matches de Ligue 2 avec en point d'orgue lors de la 31e journée, un but inscrit contre le SM Caen, futur promu, à l'extérieur (victoire 2-1 des Val-de-Marnais) et ce, huit minutes après avoir remplacé Steeve Théophile. 
En 2005 il quitte les Beliers pour l’Écosse et St Johnstone FC, mais cette première expérience à l'étranger est compliquée, grâce à son Sponsor Lotto et juste avant la fin du mercato d'été 2005, Euloge signe en Picardie à l'Amiens SC pour une saison.
Il quitte le stade de la Licorne en 2006 et c'est en Hongrie qu'il pose ses valises pour trois saisons : deux avec le Lombard-Pápa TFC et une avec le Diósgyőri VTK où il finit dans l'équipe type de la Borsodi Liga. C'est lors de la saison disputée avec le club de Miskolc qu'il devient international togolais et le sera à douze reprises au total. Avec l'équipe du Togo, il prend notamment part à trois matchs de qualifications pour la Coupe du monde 2010 : deux rencontres face au Maroc et un match face au Cameroun. 
En janvier 2010, il s'engage avec le club turc de Diyarbakırspor en Türkcell Süper Lig, où il reste jusqu'au printemps 2010, date où il rompt son contrat. En 2012, il s'engage avec le club anglais de Macclesfield Town, équipe évoluant en cinquième division. Après seulement deux mois, il rompt son contrat par « consentement mutuel », et signe dans le Golf aux Émirats arabes unis à Al Taawon en division 2, où il finit meilleur passeur du championnat pour sa première saison, et lors d'une deuxième année délicate avec le club dans l'État de Ras al Khaimah, il réussit un doublé crucial lors de la dernière journée et sauve son club de la relégation.

## Voir Aussi
- Poul Adado
- Emmanuel Adebayor
- Jean-Paul Abalo